# Cavallino
Cavallino är en ort och kommun i provinsen Lecce i regionen Apulien i Italien. Kommunen hade 12 808 invånare (2017).